# Vela nos Jogos Olímpicos de Verão de 1988 - Soling
As provas da classe Soling da vela nos Jogos Olímpicos de Verão de 1988 ocorreram entre 20 e 27 de setembro daquele ano em Busan, na Coreia do Sul. O programa compunha sete regatas. Para esta classe, houve 63 velejadores de 20 nações inscritas.

## Medalhistas
O trio alemão Jochen Schümann, Thomas Flach e Bernd Jäkel finalizou a competição em primeiro lugar e conquistou a medalha de ouro. A prata firmou-se com os estadunidenses John Kostecki, William Baylis e Robert Billingham. Por fim, a medalha de bronze ficou com Jesper Bank, Jan Mathiasen e Steen Secher, da Dinamarca.
|  | GDR Alemanha Oriental                    |  | USA Estados Unidos                             |  | DEN Dinamarca                          |
|  | Jochen Schümann Thomas Flach Bernd Jäkel |  | John Kostecki William Baylis Robert Billingham |  | Jesper Bank Jan Mathiasen Steen Secher |

## Resultados
Estes foram os resultados da competição:
| Pos.              | Tripulação                                                                     | Regata I | Regata I | Regata II | Regata II | Regata III | Regata III | Regata IV | Regata IV | Regata V | Regata V | Regata VI | Regata VI | Regata VII | Regata VII | Total de pontos | Total -1 |
| Pos.              | Tripulação                                                                     | Pts.     | Pos.     | Pts.      | Pos.      | Pts.       | Pos.       | Pts.      | Pos.      | Pts.     | Pos.     | Pts.      | Pos.      | Pts.       | Pos.       | Total de pontos | Total -1 |
| ----------------- | ------------------------------------------------------------------------------ | -------- | -------- | --------- | --------- | ---------- | ---------- | --------- | --------- | -------- | -------- | --------- | --------- | ---------- | ---------- | --------------- | -------- |
| Medalha de ouro   | GDR Jochen Schümann Thomas Flach Bernd Jäkel                                   | 1        | 0.0      | 3         | 5.7       | 2          | 3.0        | 6         | 11.7      | 1        | 0.0      | 1         | 0.0       | 2          | 3.0        | 23.4            | 11.7     |
| Medalha de prata  | USA John Kostecki William Baylis Robert Billingham                             | 2        | 3.0      | 1         | 0.0       | 4          | 8.0        | 1         | 0.0       | 2        | 3.0      | 5         | 10.0      | 1          | 0.0        | 24.0            | 14.0     |
| Medalha de bronze | DEN Jesper Bank Jan Mathiasen Steen Secher                                     | 9        | 15.0     | 2         | 3.0       | 12         | 18.0       | 15        | 21.0      | 4        | 8.0      | 2         | 3.0       | 3          | 5.7        | 73.7            | 52.7     |
| 4                 | GBR Lawrie Smith Edward Leask Jeremy Richards                                  | 6        | 11.7     | 8         | 14.0      | 6          | 11.7       | 3         | 5.7       | 5        | 10.0     | 8         | 14.0      | RET        | 27.0       | 94.1            | 67.1     |
| 5                 | BRA José Paulo Dias José Augusto Dias Daniel Adler Christoph Bergman           | 3        | 5.7      | 6         | 11.7      | DSQ        | 27.0       | 5         | 10.0      | 11       | 17.0     | 9         | 15.0      | 4          | 8.0        | 94.4            | 67.4     |
| 6                 | FRA Michel Kermarec Stanislas Dripaux Xavier Phelipon                          | 19       | 25.0     | 4         | 8.0       | 5          | 10.0       | 11        | 17.0      | 6        | 11.7     | 6         | 11.7      | 5          | 10.0       | 93.4            | 68.4     |
| 7                 | NZL Tom Dodson Simon Daubney Aran Hansen                                       | 4        | 8.0      | 9         | 15.0      | 7          | 13.0       | 16        | 22.0      | 3        | 5.7      | 15        | 21.0      | 6          | 11.7       | 96.4            | 74.4     |
| 8                 | SWE Lennart Persson Eje Öberg Tony Wallin                                      | 7        | 13.0     | 10        | 16.0      | 3          | 5.7        | 4         | 8.0       | RET      | 27.0     | 12        | 18.0      | 11         | 17.0       | 104.7           | 77.7     |
| 9                 | ARG Santiago Lange Pedro Ferrero Raúl Lena                                     | 15       | 21.0     | 13        | 19.0      | 1          | 0.0        | 8         | 14.0      | 8        | 14.0     | 11        | 17.0      | 12         | 18.0       | 103.0           | 82.0     |
| 10                | URS Georgy Shayduko Oleg Miron Nikolay Polyakov                                | 13       | 19.0     | 11        | 17.0      | 11         | 17.0       | 10        | 16.0      | 7        | 13.0     | 4         | 8.0       | 7          | 13.0       | 103.0           | 84.0     |
| 11                | JPN Kazunori Komatsu Kazuo Hanaoka Tadashi Ikeda                               | 11       | 17.0     | 17        | 23.0      | 8          | 14.0       | 7         | 13.0      | 10       | 16.0     | 3         | 5.7       | 13         | 19.0       | 107.7           | 84.7     |
| 12                | CAN Paul Thomson Stuart Flinn Philip Gow                                       | 8        | 14.0     | 12        | 18.0      | 13         | 19.0       | 2         | 3.0       | RET      | 27.0     | 13        | 19.0      | 10         | 16.0       | 116.0           | 89.0     |
| 13                | ITA Gianluca Lamaro Aurelio Dalla Vecchia Valerio Romano                       | 5        | 10.0     | 7         | 13.0      | 14         | 20.0       | 17        | 23.0      | RET      | 27.0     | 10        | 16.0      | 9          | 15.0       | 124.0           | 97.0     |
| 14                | AUS Bob Wilmot Glenn Read Matthew Percy                                        | 10       | 16.0     | 5         | 10.0      | 15         | 21.0       | 13        | 19.0      | 12       | 18.0     | 16        | 22.0      | 8          | 14.0       | 120.0           | 98.0     |
| 15                | FRG Jens-Peter Wrede Matthias Adamczewski Stefan Knabe                         | 12       | 18.0     | 18        | 24.0      | 10         | 16.0       | 14        | 20.0      | 9        | 15.0     | 7         | 13.0      | 14         | 20.0       | 126.0           | 102.0    |
| 16                | URU Horacio Carabelli Héber Ansorena Luis Chiapparro                           | 17       | 23.0     | 15        | 21.0      | 16         | 22.0       | 9         | 15.0      | 14       | 20.0     | 19        | 25.0      | 15         | 21.0       | 147.0           | 122.0    |
| 17                | ESP Antonio Gorostegui Jaime Monjo José Manuel Valades Domingo Manrique        | 16       | 22.0     | 16        | 22.0      | 18         | 24.0       | 12        | 18.0      | 13       | 19.0     | 17        | 23.0      | RET        | 27.0       | 155.0           | 128.0    |
| 18                | GRE Tassos Boudouris Dimitrios Deligiannis Antonios Bountouris Georgios Prekas | 14       | 20.0     | RET       | 27.0      | 9          | 15.0       | 18        | 24.0      | DSQ      | 27.0     | 14        | 20.0      | RET        | 27.0       | 160.0           | 133.0    |
| 19                | FIJ David Ashby Colin Dunlop Colin Philp, Sr.                                  | 20       | 26.0     | 19        | 25.0      | 17         | 23.0       | 20        | 26.0      | 15       | 21.0     | 20        | 26.0      | 16         | 22.0       | 169.0           | 143.0    |
| 20                | CHI Germán Schacht Rodrigo Zvazola Manuel Gonzalez                             | 18       | 24.0     | 14        | 20.0      | 19         | 25.0       | 19        | 25.0      | RET      | 27.0     | 18        | 24.0      | RET        | 27.0       | 172.0           | 145.0    |

### Classificação diária

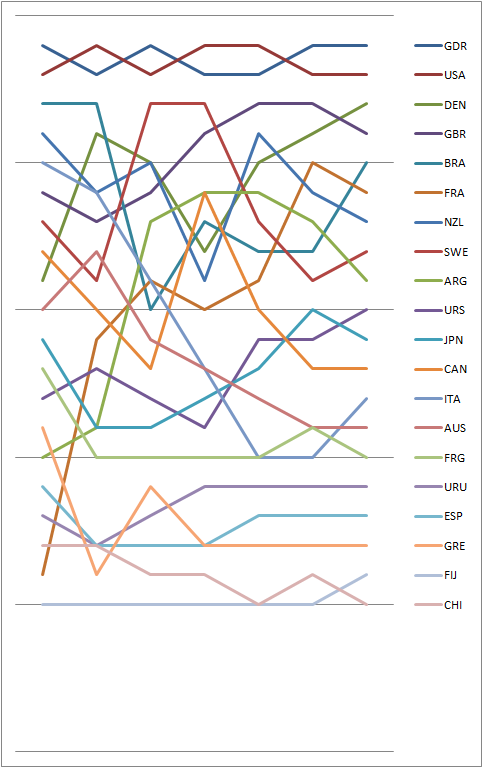
Gráfico mostrando a classificação diária na classe.